# Concept Store

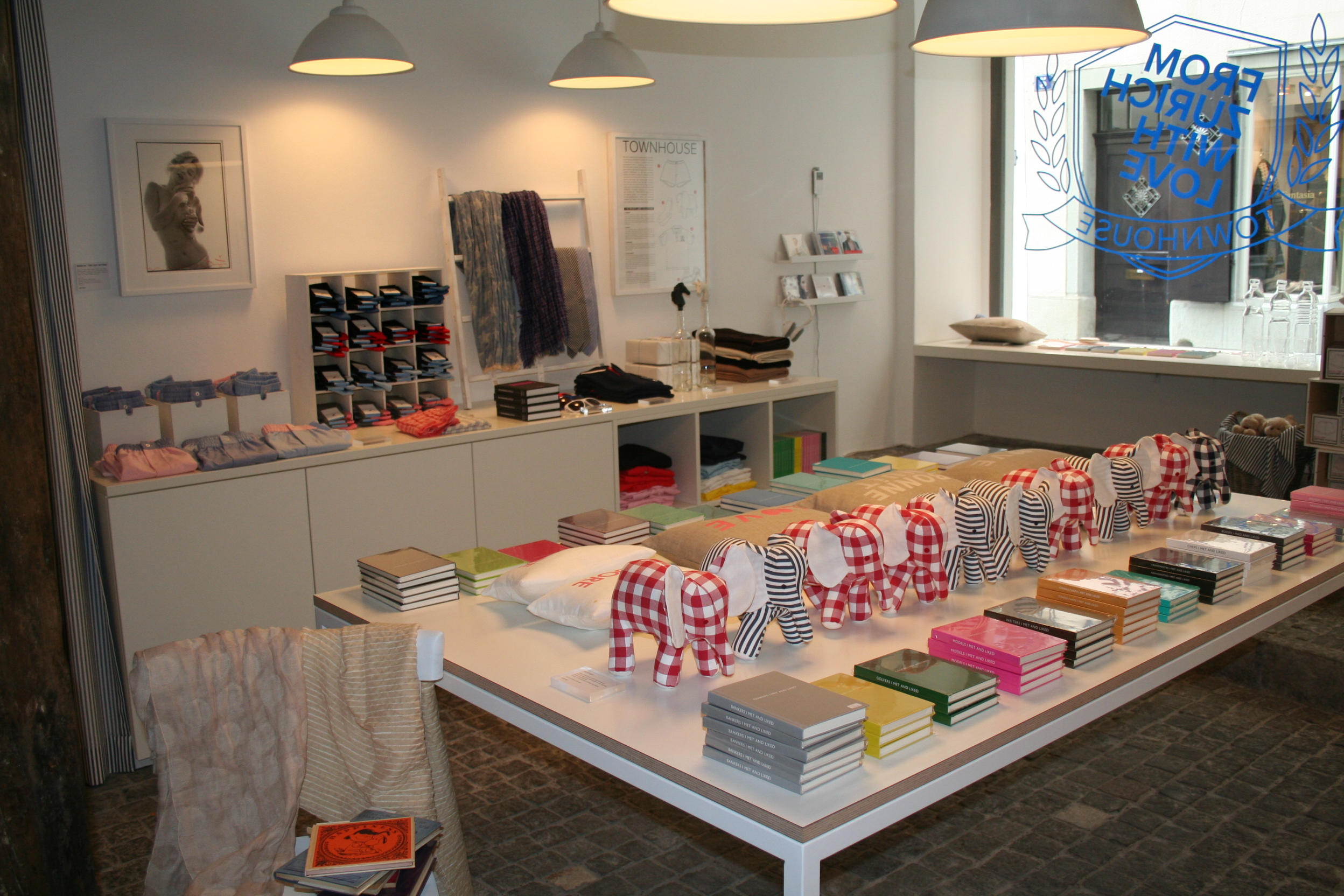
Blick in einen Concept Store

Der Begriff concept store (engl.) bezeichnet im Einzelhandel einen Laden mit einer ungewöhnlichen, meist hochwertigen Kombination von Sortimenten und Marken. Concept Stores vertreten eine moderne Auffassung von erlebnisreichem Einkaufen und Kundenbindung. Ein Concept Store ist eine konzeptionelle Mischung aus Warenhaus und Boutique.

## Ausrichtung
Die Ausrichtung orientiert sich, im Unterschied zu den Fachgeschäften oder Warenhäusern, an einer spezifisch definierten Zielgruppe, z. B. luxus-, design-, sport- oder handwerksaffine Kundenkreise. Für diese soll es in einem Concept Store möglichst alles geben, womit sich die Kunden gerne umgeben und identifizieren. Ein typischer Produkt- und Markenmix eines Concept Stores besteht aus Mode, Schuhen, (Wohn-)Accessoires, Büchern/CDs, Kosmetik, Lebensmitteln, Spielzeug sowie Dingen des täglichen Gebrauches. Concept Stores verfügen nicht über breite und tiefe Sortimente, die Auswahl der Produkte ist zumeist auf Einzelteile beschränkt, die durchmischt nach dem cross-selling-Prinzip präsentiert werden.
Einige Concept Stores wandeln ihr Erscheinungsbild und ihr Sortiment in regelmäßigen Abständen, um flexibel und überraschend zu bleiben. Themenverwandte Einzelhandelskonzepte sind Pop-Up-Shops und Guerilla-Stores.